# Пружинная сталь
Пружинная сталь — это низколегированный сплав, среднеуглеродистая или высокоуглеродистая сталь с очень большим пределом текучести. Это позволяет изделиям из пружинной стали возвращаться к исходной форме несмотря на значительный изгиб и скручивание.
Большинство пружинных сталей (как те, что используются в автомобилях) закалены и отпущены до значения 45 по шкале C Роквелла.

## Классы
Кремний является ключевым компонентом большинства пружинных стальных сплавов. 
Основными марками рессорно-пружинной стали в России являются 60Г, 65Г и другие, с содержанием углерода 0,5-0,9 %. В США самой часто используемой пружинной сталью является ASTM A228 (0.80-0.95 % углерода), которая также известна под названием «музыкальная проволока» («music wire») или «фортепианная проволока» («piano wire»).
| Класс по SAE (класс по ASTM)                 | Состав                                         | Предел текучести | Максимальная твёрдость (HRC) | Комментарии                                               |
| -------------------------------------------- | ---------------------------------------------- | ---------------- | ---------------------------- | --------------------------------------------------------- |
| 1074/1075                                    |                                                |                  | 50                           | Бесчешуйная воронёная сталь                               |
| 5160 (A689)                                  |                                                | 669 МПа          | 63                           | Хромово-кремниевая пружинная сталь; устойчива к усталости |
| 9255                                         | 1.50-1.80 % Si, 0.70-1.00 % Mn и 0.52-0.60 % C |                  |                              |                                                           |
| 301 Spring-tempered нержавеющая сталь (A666) |                                                | 1014 МПа         | 42                           |                                                           |

## Применение
Применяется для изготовления пружин и тому подобных изделий, например, торсионов и рессор. Из-за устойчивости к изломам и трещинам пружинная сталь также широко используется при производстве металлических шпаг для сценических сражений. Пружинная сталь это один из самых популярных материалов при изготовлении отмычек по причине эластичности и гибкости. Также используется для фортепианных струн и пружинных хомутов.